# Train (гурт)
Train — американський рок-гурт із Сан-Франциско, штат Каліфорнія. Заснований 1994 року. В теперішній час учасниками гурту є Патрик Монахен, Скотт Андервуд та Джиммі Стеффорд.

## Греммі
У 2011 році гурт «Train» отримав нагороду Греммі. Колектив було названо найкращим поп-гуртом року. Одними з найвідоміших хітів гурту є пісні: «Hey, Soul Sister», «Shake Up Christmas», а також «50 Ways to Say Goodbye», що потрапляли до ефірів радіостанцій багатьох країн світу.